# Erzbistum Kapstadt

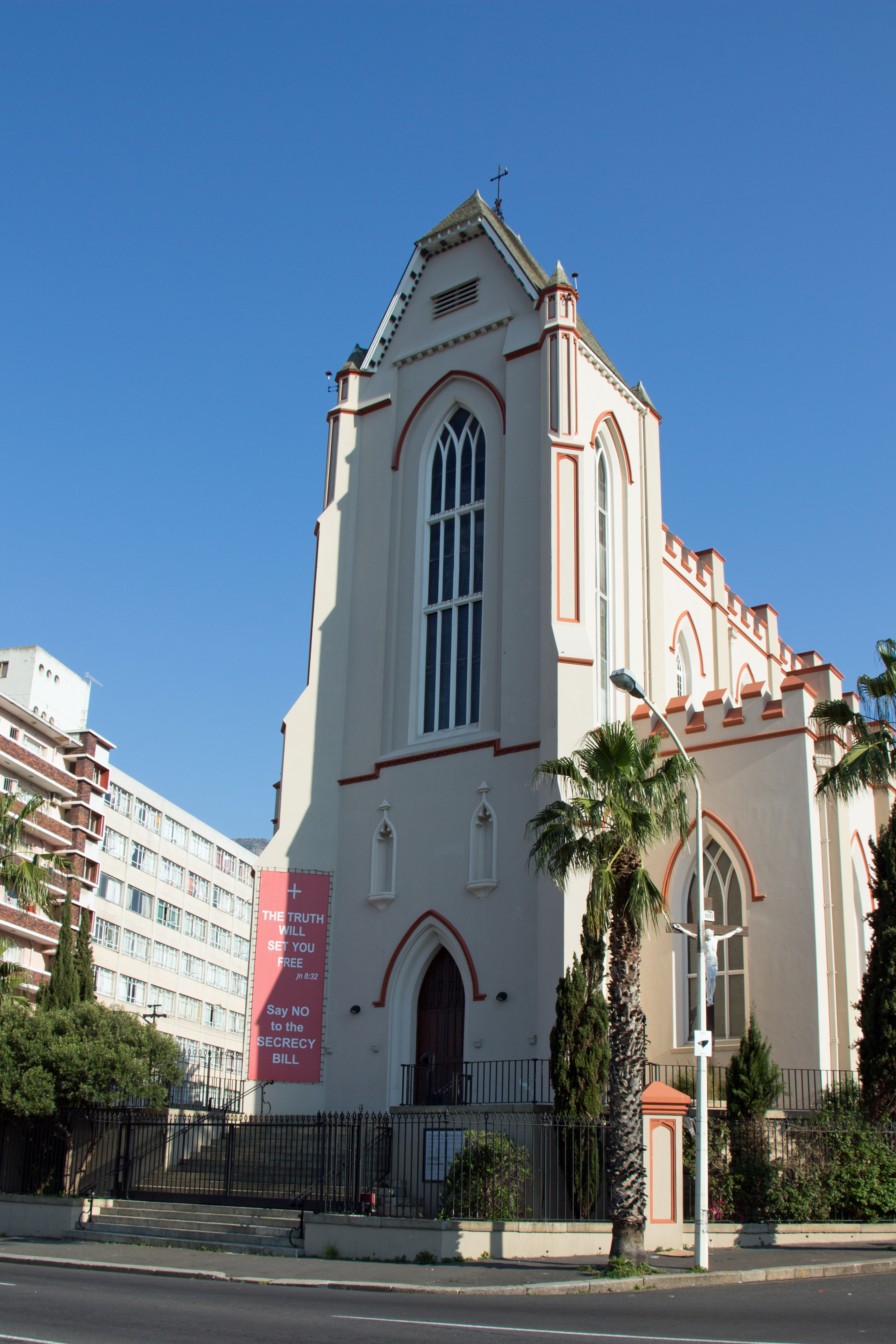
St.-Mary’s-Kathedrale Kapstadt

Das Erzbistum Kapstadt (lat. Archidioecesis Civitatis Capitis, engl. Archdiocese of Cape Town) ist eine in Südafrika gelegene Diözese der römisch-katholischen Kirche mit Sitz in Kapstadt (Provinz Westkap).

## Geschichte
Ab 1652 siedelten sich portugiesische Missionare am Kap an. Jacob Abraham de Mist, Hochkommissar der Kapkolonie, sicherte am 25. Juli 1804 Religionsfreiheit und Schutz durch die Gesetze zu. 1805 wurde der niederländische Missionar Johannes Lansink zum ersten Apostolischen Präfekten bestellt. Ein Jahr später wurde er jedoch von der Militärverwaltung zum Verlassen des Landes aufgefordert. Erst 1818 konnte Papst Pius VII. das „Apostolische Vikariat am Kap der Guten Hoffnung und angrenzender Gebiete“ (heute: Bistum Port Elizabeth) gründen, zu der auch die Inselgruppe Mauritius gehörte. Erster Apostolischer Administrator war der britische Benediktinerpater Bede Slater OSB, ihm folgte sein Ordensbruder William Placid Morris OSB.
Am 6. Juni 1837 teilte Papst Gregor XVI. das Apostolische Vikariat am Kap der Guten Hoffnung zu einem Teil am westlichen Kap der Guten Hoffnung sowie am östlichen Kap der Guten Hoffnung. Zum ersten Administrator des westlichen Kap der Guten Hoffnung ernannte er den irischen Dominikanerpater Patrick Raymund Griffith OP.
Papst Pius IX. gründete am 30. Juli 1847 nunmehr das Apostolischen Vikariat am westlichen Kap der Guten Hoffnung und bestätigte Bischof Patrick Raymund Griffith OP im Amt. Am 24. Mai 1872 wurde die Präfektur des zentralen Distrikts am Kap der Guten Hoffnung vom westlichen Vikariat abgetrennt. Mit Dekret durch Papst Pius XII. vom 13. Juni 1939 ersetzte die Kongregation für die Verbreitung des Glaubens (Propaganda Fide)  die Bezeichnung des Vikariates am westlichen Kap der Guten Hoffnung durch „Apostolisches Vikariat Kapstadt“ („Civitatis Capitis“).
Mit der Neuordnung der kirchlichen Hierarchie in Südafrika durch Pius XII. wurde es am 11. Januar 1951 zum Erzbistum erhoben. Kapstadt ist Metropolitansitz.
Dem Erzbistum Kapstadt sind die Suffraganbistümer Aliwal, De Aar, Oudtshoorn, Port Elizabeth und Queenstown zugeordnet.

### Apostolische Vikare von Kapstadt
- Patrick Raymond Griffith OP, 1847–1862
- Thomas Grimley, 1862–1871
- John Leonard, 1872–1908
- John Rooney, 1908–1924
- Bernard Cornelius O’Riley, 1925–1932
- Franziskus Xaver Hennemann SAC, 1933–1949
- Owen McCann, 1950–1951, ab 1951 Erzbischof von Kapstadt

### Erzbischöfe von Kapstadt
- Owen Kardinal McCann, 1951–1984
- Stephen Naidoo CSsR, 1984–1989
- Lawrence Patrick Henry, 1990–2009
- Stephen Kardinal Brislin, 2009–2024, dann Erzbischof von Johannesburg
- Sedisvakanz, seit 2024